# Felipe Cucker

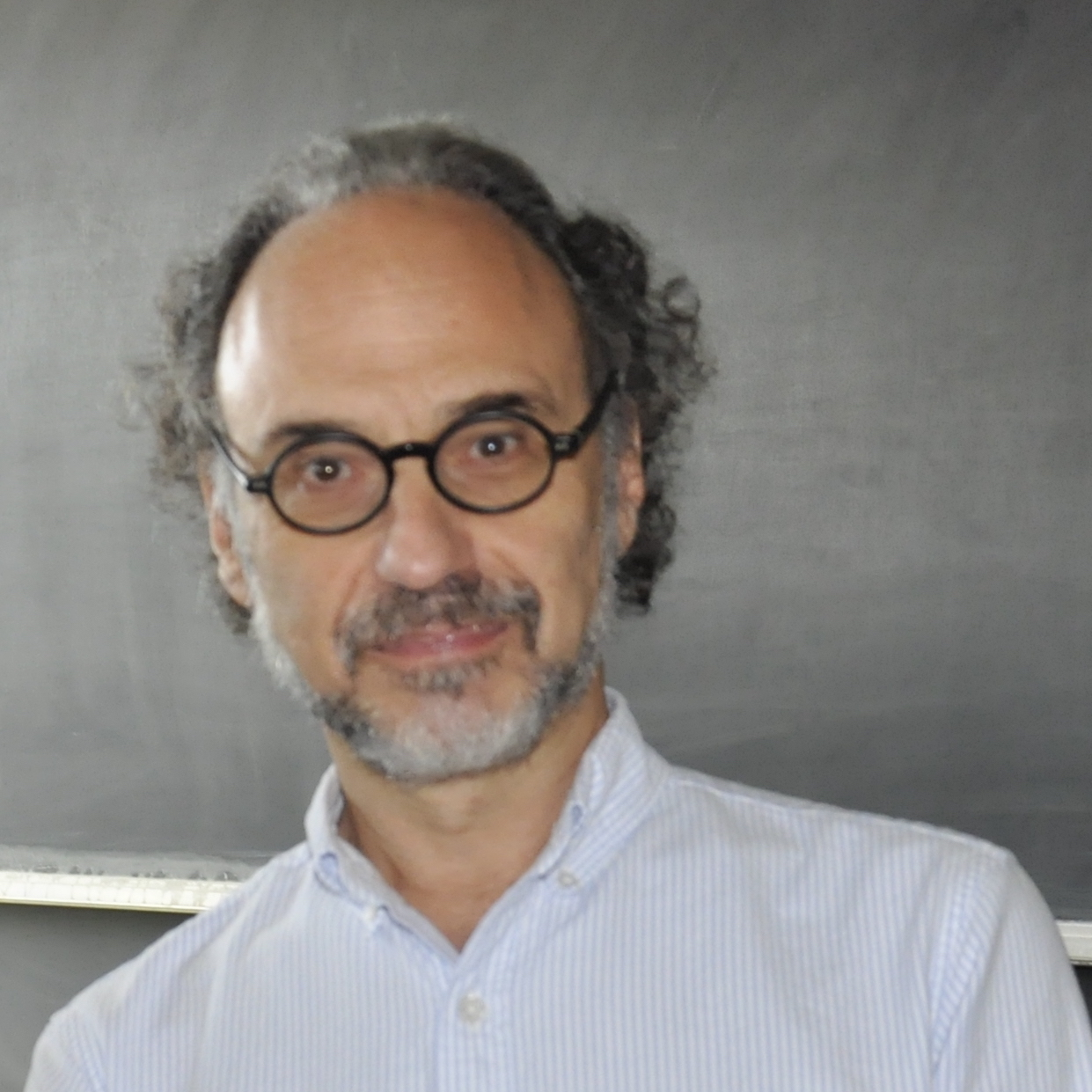
Felipe Cucker

Juan Felipe Cucker Farkas  (* 1958 in Montevideo) ist ein uruguayischer Mathematiker und theoretischer Informatiker, der sich mit Analyse von Algorithmen befasst (Komplexitätstheorie).
Cucker wurde 1986 gleichzeitig an der Universität Rennes I und an der Universidad de Cantabria bei Tomás Recio und Michel Coste promoviert (Funciones de Nash Sobre Variedades Algebraicas Afine). Er ist Professor an der City University of Hong Kong und an der Universität Pompeu Fabra in Barcelona.
Cucker war Mitarbeiter am Projekt der Entwicklung einer Komplexitätstheorie über den reellen Zahlen von Stephen Smale in Berkeley. Er war mit Peter Bürgisser an der Lösung von einem der Smale-Probleme beteiligt (Nr. 17, siehe dort) und er untersuchte zum Beispiel mathematische Modelle für kollektives Verhalten von Tieren. Er publizierte auch ein Buch über Kunst und Mathematik und befasst sich mit Lerntheorie.
Er ist im Vorstand der Society for the Foundations of Computational Mathematics (FoCM) und 2008 bis 2011 deren Vorsitzender. Er war oder ist Mitglied im Herausgebergremium der Zeitschriften Foundations of Computational Mathematics (Managing Editor), Journal of complexity, SIAM Journal on Optimization und Theoretical Computer Science.
2017 bis 2019 ist er Einstein Visiting Fellow an der Technischen Universität Berlin bei Peter Bürgisser.

## Schriften
- mit Peter Bürgisser: Condition : The Geometry of Numerical Algorithms, Grundlehren der mathematischen Wissenschaften 349, Springer 2013
- Manifold Mirrors: The Crossing Paths of the Arts and Mathematics, Cambridge Univ. Press, 2013.
- mit D.-X. Zhou: Learning Theory: An Approximation Theory Viewpoint, Cambridge Monographs on Applied and Computational Mathematics, Cambridge University Press, 2007.
- mit Lenore Blum, Michael Shub, Stephen Smale: Complexity and Real Computation, Springer-Verlag, New York, 1998.
- mit  J. Castro, X. Messeguer, A. Rubio, Ll. Solano, B. Valles: Curso de Programación, McGraw-Hill, Madrid, 1993.
- mit Stephen Smale: On the mathematical foundations of learning, Bulletin AMS, Band 39, 2002, S. 1–49
- mit Bürgisser: On a Problem Posed by Steve Smale, Annals of Mathematics, Band 174, 2011, S. 1785–1836